# Ressource renouvelable

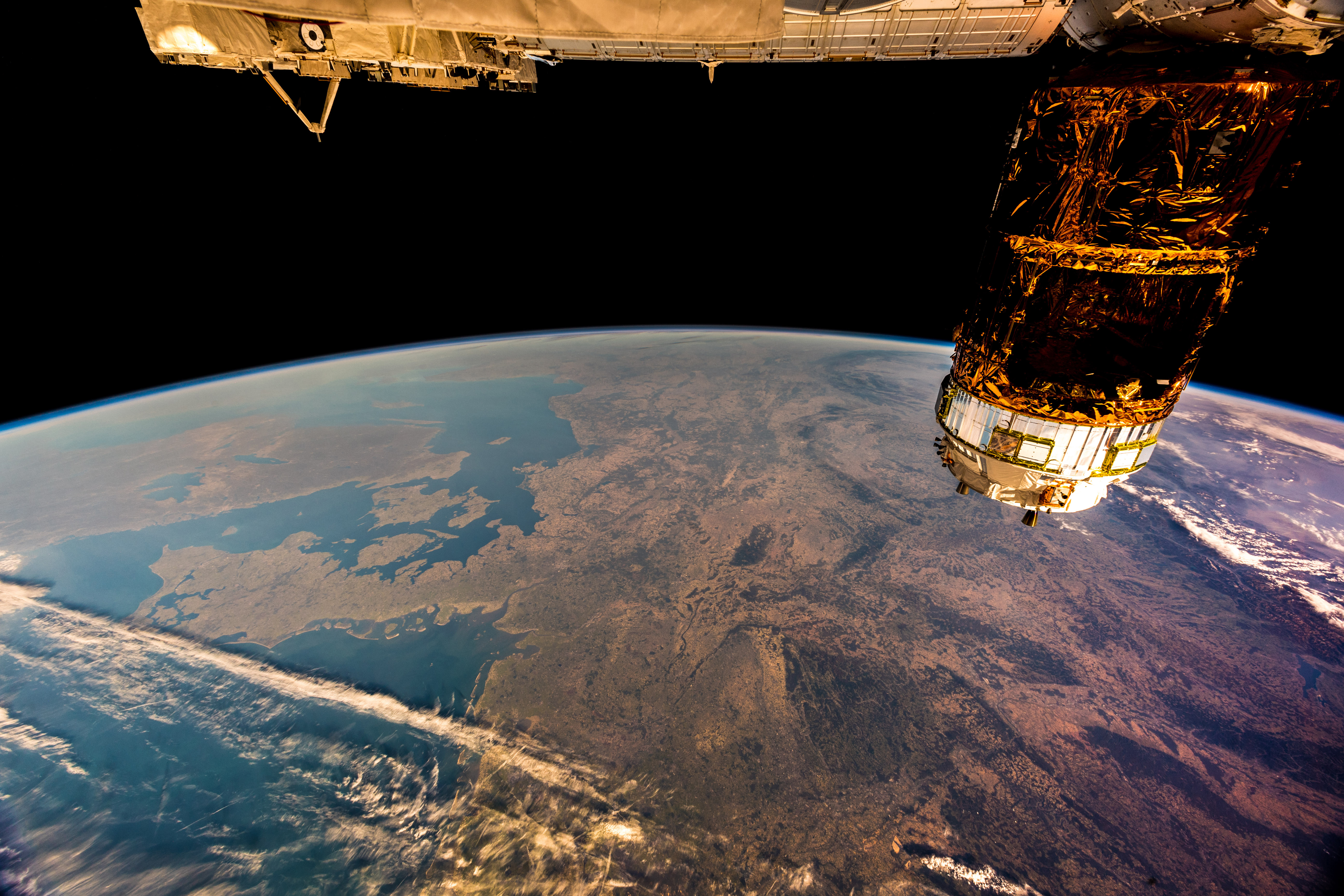
Déforestation en Europe

Une ressource renouvelable est une ressource naturelle dont le stock peut se reconstituer sur une période courte à l'échelle humaine de temps, en se renouvelant au moins aussi vite qu'elle est consommée.
C'est le cas par exemple de diverses ressources animales d'élevage ou végétales cultivées (biomasse), l'eau d'une nappe d'eau souterraine dont le niveau reste stable, de l'énergie éolienne et de l'énergie solaire. En ce qui concerne les ressources vivantes naturelles (gibiers, poissons, mais aussi humus, forêts primaires…), elles ne sont considérées comme renouvelables que si le taux de régénération est supérieur ou égal au taux d' exploitation, par la chasse ou la pêche.
Une ressource renouvelable s'oppose à une ressource non renouvelable.
Lorsque l'on parle de ressource renouvelable, on pense souvent d'abord aux énergies renouvelables, mais c'est une dimension prise en compte dans les études d'impacts, les éco-bilans (analyse du cycle de vie), le bilan carbone, la notion d'empreinte écologique, ou parfois dans l'affichage environnemental.

## Vision économique
Les ressources renouvelables utilisées dans un processus de production, comme les autres ressources naturelles, sont considérées comme des consommations intermédiaires.
Leur valeur ne prend en compte que le travail et le capital qui sont investis dans leur exploitation et pas la diminution du capital naturel associé. C'est de cette façon que l'on comptabilise les ressources renouvelables dans la comptabilité nationale.

## En France
En 2017, en France, un «Plan de programmation des ressources» (aussi dit « Plan Ressources»), quinquennal, prévu par la loi TECV (Loi de transition énergétique pour la croissance verte ; article 69) a été publié et mis en consultation. Il vise à faire appréhender les enjeux de la dépendance de l'économie française aux ressources naturelles et produire des recommandations pour la réduire. Il doit notamment à « dégager les actions nécessaires pour protéger l’économie française » face à un risque de pénurie de certaines ressources nécessaires ou vitales pour la vie (eau, air, sol, aliments...) et l'économie (matières premières). Il vise à « découpler » la croissance économique de la consommation de ressources, pour prévenir les conflits pour les matières (premières, primaires et secondaires), par un usage plus efficace et « circulaire » et par le report vers des ressources alternatives, notamment pour les matières stratégiques (en volume ou en valeur).